# Gerard Vianen
Gerard Vianen (Kockengen, Breukelen, 9 de febrer de 1944 - Països Baixos, 10 de desembre de 2014) va ser un ciclista neerlandès, que fou professional entre 1967 i 1977. Els seus majors èxits esportius els aconseguí al Tour de França, on guanyà una etapa el 1974, i a la Volta a Espanya, on guanyà tres etapes en les seves diferents participacions.

## Palmarès
- 1965
  - 1r al Gran Premi François-Faber
- 1966
  - 1r al Tour d'Overijssel
- 1967
  - 1r a Eeklo
  - 1r al Campionat de Flandes
  - 1r a Ninove
- 1968
  - 1r a Neerbeek
  - 1r a Yerseke
- 1970
  - 1r a Kamerik
  - Vencedor d'una etapa de la Volta a Suïssa
  - Vencedor d'una etapa del Critèrium del Dauphiné Libéré
  - Vencedor d'una etapa del Tour del Nord
- 1971
  - 1r de la Gènova-Niça
  - 1r a Schinnen
  - Vencedor d'una etapa de la Volta a Espanya
  - Vencedor d'una etapa de la París-Niça
  - Vencedor de 3 etapes de la Volta a Portugal
- 1972
  - 1r a Rijen
  - Vencedor de 2 etapes de la Volta a Espanya
  - Vencedor d'una etapa de la Volta a Andalusia
- 1973
  - Vencedor d'una etapa de la Setmana Catalana
- 1974
  - Vencedor d'una etapa del Tour de França
  - Vencedor d'una etapa del Tour de l'Aude
- 1975
  - 1r a la Ronde van Midden-Zeeland
  - 1r a Obbicht
  - 1r a Linne
  - Vencedor d'una etapa de la Volta als Països Baixos
- 1976
  - Vencedor d'una etapa del Critèrium del Dauphiné Libéré
- 1977
  - 1r a Kamerik
  - 1r a Galder

### Resultats al Tour de França
- 1968. Abandona (11a etapa)
- 1970. 47è de la classificació general
- 1971. Abandona (9a etapa)
- 1972. 71è de la classificació general
- 1973. 59è de la classificació general
- 1974. 56è de la classificació general. Vencedor d'una etapa
- 1975. 66è de la classificació general
- 1976. 76è de la classificació general

### Resultats a la Volta a Espanya
- 1971. 49è de la classificació general. Vencedor d'una etapa
- 1972. 36è de la classificació general. Vencedor de 2 etapes